# Merindah Dingjan
Merindah Dingjan, née le 15 janvier 1991 à Arnhem (Pays-Bas) est une nageuse australienne, spécialiste des épreuves de nage libre. 

## Carrière
Elle a connu sa première expérience internationale en 2009 lors des Championnats du monde de Rome où elle a participé au relais 4 x 200 m nage libre conclu à la cinquième place. Aux Mondiaux 2011, elle décroche au sein du relais 4 x 100 m quatre nages la médaille de bronze en compagnie de Belinda Hocking, Leisel Jones et Alicia Coutts.

## Palmarès

### Championnats du monde

#### Grand bassin
- Championnats du monde 2011 à Shanghai (Chine) :
  -  Médaille de bronze du relais 4 × 100 m quatre nages